# Nancy-sur-Cluses
Pour les articles homonymes, voir Nancy (homonymie).
Nancy-sur-Cluses est une commune française située dans le département de la Haute-Savoie, en région Auvergne-Rhône-Alpes.

## Géographie
Nancy-sur-Cluses se situe dans les Alpes, dans la chaîne du Reposoir, sur la pointe de Nancy, en balcon au-dessus de la cluse de l'Arve. Le hameau de Romme est la partie la plus haute du village, à 4,2 km du chef-lieu de Nancy. La commune de Nancy-sur-Cluses est distante de 6,7 km de Cluses.

### Lieux-dits et hameaux
La commune de Nancy-sur-Cluses comporte les hameaux et lieux-dits suivants : le Chef-Lieu, les Cruz, Cusson, La Frasse, Le Moulin, La Pliore, Les Chavannes, Romme, La Marquisade.

### L'alpage de Vormy
L'alpage de Vormy commence à 1700 mètres et peut s'étendre à plus de 2000 mètres d'altitude. Disposé autour de la tête de la Sallaz et de la tête des Muets.

## Urbanisme

### Typologie
Au 1er janvier 2024, Nancy-sur-Cluses est catégorisée commune rurale à habitat dispersé, selon la nouvelle grille communale de densité à sept niveaux définie par l'Insee en 2022.
Elle est située hors unité urbaine. Par ailleurs la commune fait partie de l'aire d'attraction de Cluses, dont elle est une commune de la couronne,. Cette aire, qui regroupe 12 communes, est catégorisée dans les aires de 50 000 à moins de 200 000 habitants,.

### Occupation des sols
L'occupation des sols de la commune, telle qu'elle ressort de la base de données européenne d’occupation biophysique des sols Corine Land Cover (CLC), est marquée par l'importance des forêts et milieux semi-naturels (86,3 % en 2018), une proportion sensiblement équivalente à celle de 1990 (86,6 %). La répartition détaillée en 2018 est la suivante : 
forêts (61,7 %), milieux à végétation arbustive et/ou herbacée (16,6 %), zones agricoles hétérogènes (13,7 %), espaces ouverts, sans ou avec peu de végétation (8 %).
L'IGN met par ailleurs à disposition un outil en ligne permettant de comparer l’évolution dans le temps de l’occupation des sols de la commune (ou de territoires à des échelles différentes). Plusieurs époques sont accessibles sous forme de cartes ou photos aériennes : la carte de Cassini (XVIIIe siècle), la carte d'état-major (1820-1866) et la période actuelle (1950 à aujourd'hui).

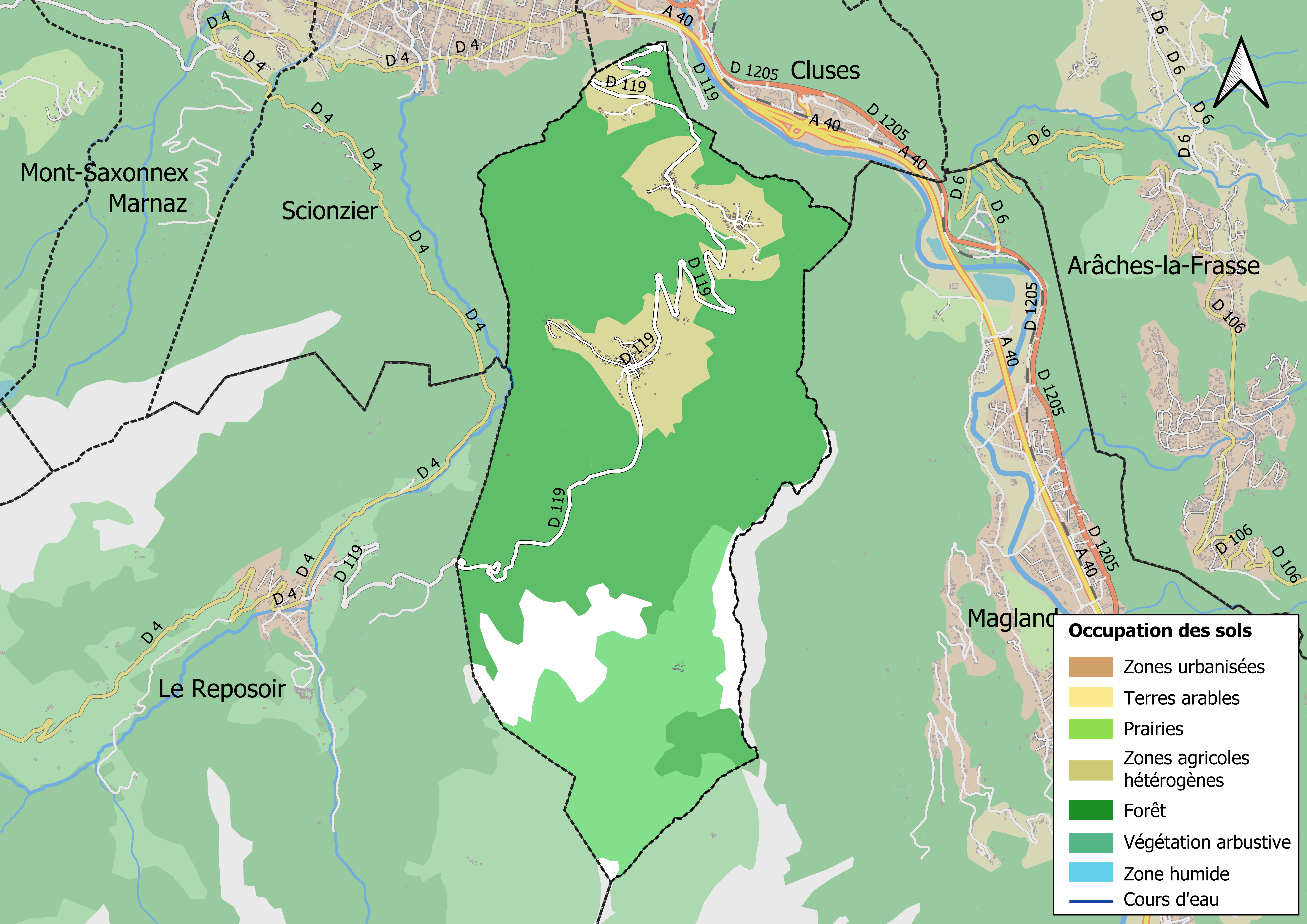
Carte des infrastructures et de l'occupation des sols en 2018 (CLC) de la commune.
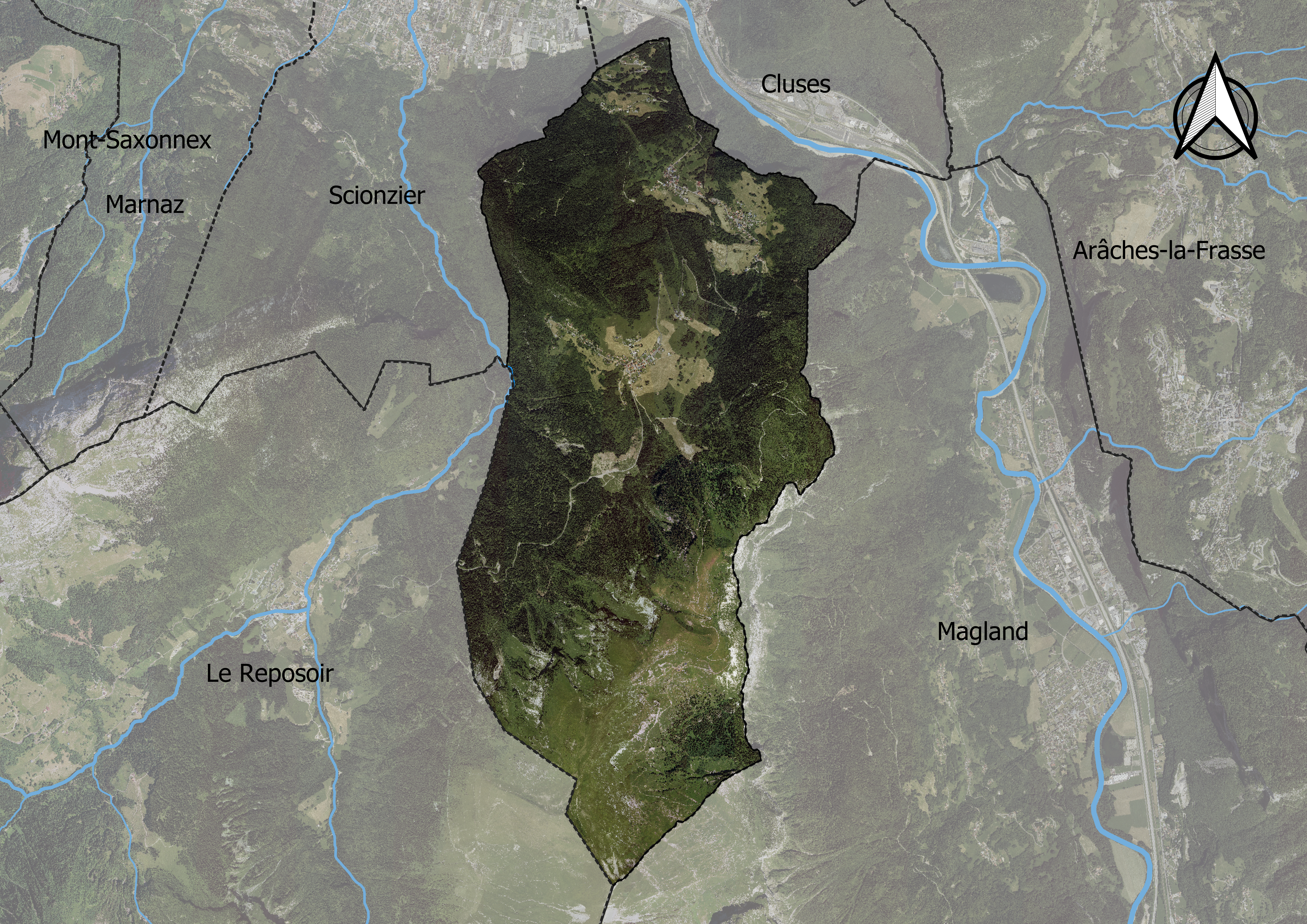
Carte orthophotogrammétrique de la commune.

## Toponymie
Le toponyme Nancy proviendrait d'un nom de domaine gallo-romain *Nanciacum, dérivant du gentilice Nantius associé au suffixe -acum.
En francoprovençal, le nom de la commune s'écrit Nanfi, selon la graphie de Conflans.

### Les Chavannes
Le toponyme « Les Chavannes » est un nom répandu dans la région. Il vient du bas-latin cabana désignant une « cabane, une chaumière avec les propriétés qui l'entourent » selon l'abbé Gros ou encore « une hutte bâtie pour le gardien des vignes (...), cabane rustique »,, voire les alpages, un chalet où l'on travaille le lait. Le lieu des Chavannes se trouve sur la route de Nancy à Romme à 1 kilomètre avant Romme. Ce hameau existe depuis le XVIIIe siècle.

## Histoire
Tout comme le reste du duché de Savoie, les villages de Nancy-sur-Cluses sont touchés par la Grande Peste du XIVe siècle.
Nancy-sur-Cluses est érigée en paroisse le 15 ou 17 juillet 1694. Elle est issue de celle de Scionzier.

### Les colporteurs
L’émigration marchande ou le colportage touche également le village de Nancy-sur-Cluses. Le village de Nancy garde plusieurs traces de ce passage, sous la forme de patrimoine bâti qui est conservé aujourd’hui.
Le village comporte des bâtiments en lien avec le colportage, comme des greniers, maisons, chapelles. Nancy contient d’ailleurs encore huit marques au chiffre 4, une rareté dans la région, que le village a préservées. Ce colportage est dû à la recherche d’activité, durant la morte saison agricole, des activités pouvant améliorer leurs conditions de vie. Pendant cette saison de fin septembre à fin juin, les colporteurs se déplacent vers les pays alémaniques, la Suisse, l'Allemagne, l'Autriche-Hongrie, l'Alsace, la Lorraine, La Pologne et L'Italie. En 1726 par exemple, à Nancy 96 hommes sur 211 sont partis commercer.
Dans le village il existe plusieurs types de colporteurs, le Magnin, artisan ambulant qui fait des réparations et le chaudronnier. Après le XVIIIe siècle, il y a également le mercier : marchand de mercerie, épicerie, quincaillerie, draps, étoffes et bas, ou le marchand d’ornement d’église, un commerce qui à cette époque prospère, car les hommes de l’Église catholique s'habillent de richesses. Le colporteur était muni d'une hotte afin de transporter ses marchandises, certains possédaient des mules pour transporter leurs sacs.
Le phénomène du colportage a permis à un tiers des colporteurs de Nancy-sur-Cluses de faire fortune. Avec leurs fortunes, ils mettent leur réussite au service de la communauté, ils font des dons à leur paroisse et à leur village natal, auquel ils restent attachés. Ils ont pu enrichir le village, la paroisse et leurs habitations. Les chapelles du village qu’ils ont financées et décorées, sont une trace de l’existence des colporteurs.

#### Le chiffre "4"
Les colporteurs ont introduit la marque au chiffre 4, découverte dans les régions alsacienne et allemandes où ils émigraient. Ils se sont fait leur propre cachet au chiffre 4, afin de prendre place dans le monde marchand et bourgeois. Le 4 que l’on peut d’ailleurs retrouver sur le blason de Nancy, était gravé dans la pierre des bâtisses au village. Ce 4 a une signification religieuse, il forme un triangle de Trinité et une croix pouvant comporter plusieurs traverses. Il peut y être ajouté le trigramme de Dieu, IHS: Iésus, Hominum, Salvator et aussi un cœur symbolisant l’amour divin. On peut retrouver ces symboles sur le blason de Nancy-sur-Cluses. Ce symbole se voulait être visible et mettre les marchands nancherots sous la protection de Dieu, montrer leur fidélité à la foi catholique.
Enfin le colportage à Nancy disparait après la Révolution française. Cependant le village de Nancy-sur-Cluses contient encore un patrimoine exceptionnel, entre autres grâce à la "piété baroque", symbolisant leur réussite par de nombreux dons religieux, objets religieux et inscriptions religieuses, envers les chapelles et leurs habitations.

### La Frasse
La Frasse est un nom de hameau très répandu en Haute-Savoie, ce nom désigne un endroit comportant beaucoup de frênes ou broussailleux et avec des taillis. La Frasse comprend un bassin, une chapelle et deux fours à pain jumeaux.
Les fours à pain sont exceptionnels car ce sont des fours jumeaux et ils sont en très bon état. Un lieu de cuisson du pain accessible, chaque jour, aux habitants de la commune.

### Le Moulin - La Pliore
Ce hameau comportait les scieries du villages exploitées depuis le début du XVIIIe siècle par la famille Guffon. En ces lieux des moulins à eau étaient présents sur le ruisseau, possédés par la famille Guffon également.

### Le col de Romme
Romme se prononce en patois "Ron-me", qui vient du nom des prairies, désignées en 1209 par "Sanctus Romanus". Pendant l'entre-deux guerres, le village est groupé au creux du col. Le col offre de vastes terres qui peuvent être labourées. Son altitude pouvait rendre aléatoire ou impossible la récolte de certaines céréales ; mais d'autres cultures, comme la pomme de terre, y trouvent des conditions idéales.

## Politique et administration
| Période                                  | Période   | Identité               | Étiquette | Qualité                                                |
| ---------------------------------------- | --------- | ---------------------- | --------- | ------------------------------------------------------ |
| 1901                                     | 1904      | Léopold Luize          |           |                                                        |
| 1904                                     | 1912      | Joseph Marie Maistre   |           |                                                        |
| 1912                                     | 1919      | Joseph Gaillard        |           |                                                        |
| 1919                                     | 1923      | Sylvain Maurice Guffon |           |                                                        |
| 1923                                     | 1941      | Edward Deville         |           |                                                        |
| 1950                                     | 1965      | Marcel Rey             |           |                                                        |
| 1967                                     | 1978      | Irène Gay              |           |                                                        |
| 1978                                     | 1983      | Maurice Roux           |           |                                                        |
| mars 1983                                | mars 2008 | Jacques Lange          | ...       | Chef d'entreprise                                      |
| mars 2008                                | 2018      | Sylviane Noël          | UMP-LR    | Attachée parlementaire Sénatrice depuis le 7 août 2018 |
| 7 septembre 2018                         | En cours  | Alain Roux             |           | Cadre dans l'industrie                                 |
| Les données manquantes sont à compléter. |           |                        |           |                                                        |

## Population et société
Les habitants de Nancy-sur-Cluses sont appelés les Nancherots,.

### Démographie
L'évolution du nombre d'habitants est connue à travers les recensements de la population effectués dans la commune depuis 1793. Pour les communes de moins de 10 000 habitants, une enquête de recensement portant sur toute la population est réalisée tous les cinq ans, les populations de référence des années intermédiaires étant quant à elles estimées par interpolation ou extrapolation. Pour la commune, le premier recensement exhaustif entrant dans le cadre du nouveau dispositif a été réalisé en 2007.

En 2022, la commune comptait 466 habitants, en évolution de +4,72 % par rapport à 2016 (Haute-Savoie : +6,01 %, France hors Mayotte : +2,11 %).
| 1793 | 1800 | 1806 | 1822 | 1838 | 1848 | 1858 | 1861 | 1866 |
| ---- | ---- | ---- | ---- | ---- | ---- | ---- | ---- | ---- |
| 342  | 375  | 384  | 368  | 443  | 469  | 417  | 399  | 383  |

| 1872 | 1876 | 1881 | 1886 | 1891 | 1896 | 1901 | 1906 | 1911 |
| ---- | ---- | ---- | ---- | ---- | ---- | ---- | ---- | ---- |
| 402  | 403  | 370  | 342  | 321  | 315  | 320  | 334  | 343  |

| 1921 | 1926 | 1931 | 1936 | 1946 | 1954 | 1962 | 1968 | 1975 |
| ---- | ---- | ---- | ---- | ---- | ---- | ---- | ---- | ---- |
| 307  | 272  | 284  | 272  | 244  | 211  | 256  | 241  | 228  |

| 1982 | 1990 | 1999 | 2006 | 2007 | 2012 | 2017 | 2022 | - |
| ---- | ---- | ---- | ---- | ---- | ---- | ---- | ---- | - |
| 233  | 304  | 357  | 424  | 434  | 426  | 460  | 466  | - |

### Enseignement
Nancy-sur-cluses comporte une école, maternelle et primaire. Cette école fait partie de l'académie de Grenoble. Elle fait donc partie de la zone A.

## Économie

### Tourisme
La commune possède un office du tourisme.
La station de sports d'hiver Romme (1 292 m). Elle s'est développée dans un village de montagne, à 10 km de Cluses. Le domaine de ski alpin comporte trois téléskis, cinq pistes et un foyer de ski.
À Romme-sur-Cluses, implantation de La Rebloche, l'unique restaurant du village.
Sur le village il existe plusieurs sentiers de randonnées, comme le tour de la tête de Romme par exemple.

## Culture et patrimoine

### Architecture locale
L'habitation traditionnelle, du village de montagne préalpin, reflète une vie rude, tout en sobriété et en fonctionnalité,. Cette habitation faite d’une ossature en bois, comporte simplement, des jambages en bois, un bardage de bois en mantelage de bois verticaux, un appareillage d’angle, des murs enduits, des seuils-linteaux et un large débord de toiture,. Le mantelage, qui se dit également « monnayage » à Nancy, est un ensemble de planches verticales qui ferme la grange. L’habitation comprend un rez-de-chaussée, ou cohabitent bêtes et hommes. L'étage forme une grange à foin et un toit.
L’habitat traditionnel comporte sur sa façade la grange, à l’étage supérieur, elle est en bois, ouverte et abritée. Elle est destinée à faire sécher les récoltes et le linge. Elle est protégée par le large débord de toiture. On trouve dans le village, des espaces « publics », traditionnel, à proximité des habitations, comme des potagers, des cheminements, des arbres fruitiers et des espaces de travail par exemple. Un mazot ou grenier: petit bâtiment de bois  peut être présent, il servait à l'époque, à conserver les objets les plus précieux à l'écart de la maison pour être sauvés en cas d'incendie.
Les bâtisses sont reliées entre elles par des espaces extérieurs naturels et colorés. Le village se fond dans la nature environnante, des jardins, des pierres, des arbres et du bois. L’architecture traditionnelle locale concorde totalement avec la montagne. Ces caractéristiques forme une évolution des habitations de Nancy, conservera un extérieur du terroir et une esthétique proche de l’environnement. Cette composition constitue l’identité du village de Nancy-sur-Cluses, et forme le caractère et la valeur de cette commune.
Les constructions plus récentes dans le village gardent cette prédominance du bois et l'esprit montagnard décoratif. Également les toits actuels sont presque tous recouverts de tôle ondulée ou de tuiles, contre des tavaillons autrefois. Pour certains chalets d'alpage, une restauration demande la préservation de leur valeur patrimoniale.

### Patrimoine religieux
La commune de Nancy comporte une église et quatre chapelles, l'église Notre-Dame de la Nativité, la chapelle de la Frasse, la chapelle de la Fley et la chapelle de Romme.
L'église paroissiale Notre-Dame de la Nativité est construite au début du XVIIIe siècle, grâce aux dons des colporteurs. L'intérieur est de style baroque et néoclassique.
La chapelle de la Frasse fut construite en 1686, à l’aide des dons de cinq colporteurs de la famille Violland, originaire du hameau de la Frasse. En 1861 elle subit une restauration de style néo-gothique. La chapelle tient en son sommet une cloche fondue.
En 1726 la chapelle de la Fley fut construite, grâce au généreux don du colporteur Jean-Francois Sonnier. Puis elle fut restaurée 29 ans plus tard, par son neveu, Antoine Violland qui fut aussi donateur sur la construction de la chapelle de la Frasse.

### Lieux et monuments
Le commune de Nancy possède un monument aux morts dédié aux combattants morts pour la France lors de la guerre franco-allemande, de la Première Guerre mondiale et de la Seconde Guerre mondiale. Il comporte l'inscription suivante : « Aux enfants de Nancy-sur-Cluses morts pour la France ».
- Église Nativité-de-Marie. Les artistes valdotains Alessandro Augusto et Antonio Artari sont à l'origine des portraits des apôtres[40].

La commune de Nancy-Sur-Cluses abrite des maisons d'anciens colporteurs.

### Personnalités liées à la commune
- Pierre-François Poncet (1810-1891), docteur en théologie, en droit civil et droit canon, vicaire général d'Annecy, chevalier de la Légion d'honneur, auteur d'ouvrages sous les pseudonymes Jean Pic et Jean Fertrempé[41].

### Héraldique
| Armes de Nancy-sur-Cluses | Les armes de Nancy-sur-Cluses se blasonnent ainsi : Tranché ; au premier d'or au « quatre de chiffre » des colporteurs savoyards surmontant un cœur de gueules ; au second de gueules au sapin d'argent. |